# Морроу, Джошуа
Джошуа Джекоб Морроу (англ. Joshua Jacob Morrow; род. 8 февраля 1974, Джуно) — американский актёр и поп-певец. Популярный исполнитель роли Николаса Ньюмэна в многосерийном телесериале «Молодые и дерзкие».

## Биография
Джошуа Джекоб Морроу родился в Джуно на Аляске 8 февраля 1974 года. Во время обучения в Мурпарк колледже, штат Калифорния, играл в непрофессиональной театральной группе.
В 2001 году женился на своей давней подруге, Тобе Киней, от которой имеет четверых детей: сыновей — Купера Джекоба (родился 27 сентября 2002), Крью Джеймса (родился 17 мая 2005 года), Кэш Джошуа (родился 21 апреля 2008) и дочь — Чарли Джо (родилась 30 октября 2012).
Джошуа Морроу участвует в играх World Poker Tour в Голливудских домашних играх с благотворительными целями. Весь выигрыш он передаёт в Фонд исследований рака. Он спортивный энтузиаст, который играет в знаменитых баскетбольных и софтбольных командах от имени различных благотворительных организаций.
С 1994 года исполняет роль Николаса Ньюмэна в телесериале «Молодые и дерзкие». С этой роли началась его актёрская карьера. Он основал музыкальную группу «3Deep» с Эдди Сибрианом.

## Фильмография
| Год                       | Название                  | Участие        | Примечания           |
| ------------------------- | ------------------------- | -------------- | -------------------- |
| 1997                      | Мой пасынок, мой любовник | Эрик Кори      | телевизионный фильм  |
| 1994 — по настоящее время | Молодые и дерзкие         | Николас Ньюмэн | телевизионный сериал |

## Призы и номинации
Дневная премия «Эмми»
| Год  | Номинация                                       | Сериал            | Итог      |
| ---- | ----------------------------------------------- | ----------------- | --------- |
| 1996 | Лучшему молодому актёру в драматическом сериале | Молодые и дерзкие | Номинация |
| 1997 | Лучшему молодому актёру в драматическом сериале | Молодые и дерзкие | Номинация |
| 1998 | Лучшему молодому актёру в драматическом сериале | Молодые и дерзкие | Номинация |
| 1999 | Лучшему молодому актёру в драматическом сериале | Молодые и дерзкие | Номинация |
| 2000 | Лучшему молодому актёру в драматическом сериале | Молодые и дерзкие | Номинация |

Премия «Дайджеста мыльных опер»
| Год  | Номинация                        | Сериал            | Итог   |
| ---- | -------------------------------- | ----------------- | ------ |
| 1996 | Лучшему молодому ведущему актёру | Молодые и дерзкие | Победа |
| 2001 | Выдающемуся герою                | Молодые и дерзкие | Победа |

## Видеозаписи
- Q & A with Joshua Morrow from CBS (Part 1) на YouTube
- Q & A with Joshua Morrow from CBS (Part 2) на YouTube